# 赖恩斯多夫
赖恩斯多夫（德語：Reinsdorf，發音：[ˈʁaɪnsˌdɔʁf]）是德国萨克森州茨维考县的市镇，面积21.25平方千米，2023年12月31日人口为7,253人。